# Sorédio

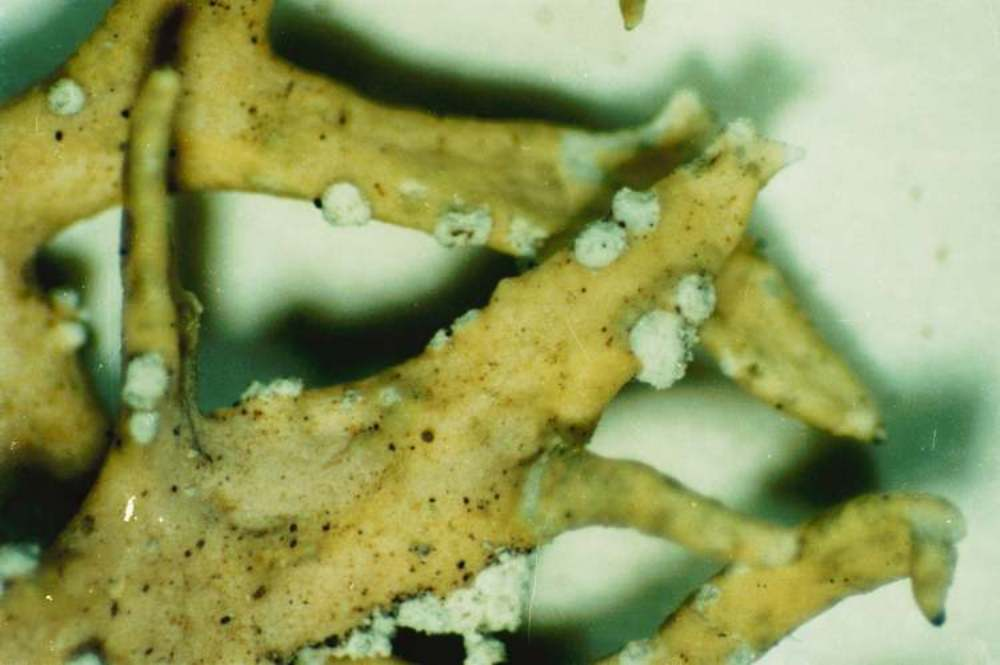
Sorédios

Sorédios são estruturas reprodutivas dos liquens. Os liquens se reproduzem de modo assexuado através de simples fragmentação e produção de sorédios e isídios. Os sorédios são propágulos pulvurulentos compostos de hifas dos fungos que envolvem cianobactérias ou algas verdes. As hifas dos fungos constituem a estrutura básica do líquen. Os sorédios são liberados através de aberturas no córtex superior da estrutura do líquen ou podem estar em estruturas localizadas chamadas sorálios. Após a liberação os sorédios se dispersam para se estabelecerem em novos locais.